# Kay Stiefermann
Kay Stiefermann (* 19. März 1972 in Düsseldorf) ist ein deutscher Opern- und Konzertsänger (Bariton).

## Leben
Nach seinem Abitur studierte Kay Stiefermann von 1992 bis 1997 an der Hochschule für Musik Köln bei Kurt Moll Gesang.
Sein erstes Engagement führte ihn 1997 ins Internationale Opernstudio der Hamburgischen Staatsoper, der er von 1999 bis 2001 als Ensemblemitglied angehörte. Zu seinen Partien in Hamburg zählten unter anderem der Papageno in Mozarts Zauberflöte in der Inszenierung Achim Freyers, der Danilo in Lehárs Die lustige Witwe und Schaunard in La Bohème von Giacomo Puccini. Von 2001 bis 2014 gehörte er dem Ensemble der Wuppertaler Bühnen an, wo er zahlreiche Hauptpartien des Lyrischen und Kavalierbariton-Fachs gesungen hat. Unter ihnen sind Titelpartien wie Mozarts Don Giovanni, Tschaikowskis Eugen Onegin, Rossinis Barbier, die vier „Bösewichte“ aus Jacques Offenbachs Les contes d’Hoffmann. Gastengagements führten ihn an die Komische Oper Berlin, die Wiener Volksoper und die Grazer Oper, ans Nationaltheater Mannheim und viele weitere Bühnen. 2006 gastierte er unter Daniel Barenboim an der Staatsoper Unter den Linden in Bizets Carmen. Sein Wagner-Debüt gab Stiefermann im selben Jahr als Amfortas in Richard Wagners Parsifal am Theater Erfurt. Von 2015 bis 2021 gastierte Stiefermann bei den Bayreuther Festspielen, wo er unter anderem den Biterolf im Tannhäuser sang. Von 2014 bis 2022 war Stiefermann freischaffend tätig. In dieser Zeit erschloss er sich weitere wichtige Partien seines Stimmfaches. So debütierte er z. B. seinen Alberich in der Wagner-Oper Das Rheingold an der Oper Leipzig. Auch sehr seltene Opernpartien gehören zu Stiefermanns Repertoire. So sang er 2021, ebenfalls an der Oper Leipzig, den Techniker in der von Viktor Ullmann komponierten Oper Der Sturz des Antichrist, welche zu diesem Zeitpunkt weltweit lediglich in vier Produktionen aufgeführt wurde. Seit der Spielzeit 2022/23 ist Stiefermann Ensemblemitglied am Anhaltischen Theater in Dessau.
Stiefermann verfolgt auch eine Karriere als Konzert- und Oratoriensänger, die in zahlreichen Rundfunkaufnahmen dokumentiert ist. Er sang alle namhaften Oratorienpartien des Bass- und Baritonbereichs, unter anderem mit Dirigenten wie Toshiyuki Kamioka, Helmuth Rilling, Valery Gergiev und Marcus Creed.

## Repertoire

### Oper
- Ludwig van Beethoven: Fidelio --> Pizarro
- Alban Berg: Wozzeck --> Wozzeck
- Georges Bizet: Carmen --> Escamillo/Morales
- Benjamin Britten: Peter Grimes --> Balstrode, A midsummer Nights Dream --> Bottom/Demetrius, The Rape of Lucretia --> Junius
- Christoph Willibald Gluck: Iphigénie en Tauride --> Orest
- Engelbert Humperdinck: Hänsel und Gretel --> Peter
- Leos Janacek: Aus einem Totenhaus --> Gorjantschikow
- Ernst Krenek: Jonny spielt auf --> Jonny
- Franz Lehár: Die lustige Witwe --> Danilo, Der Graf von Luxemburg --> Graf von Luxemburg
- Albert Lortzing: Zar und Zimmermann --> Zar Peter
- Jules Massenet: Werther --> Albert
- Wolfgang Amadeus Mozart: Così fan tutte --> Guglielmo/Don Alfonso, Le nozze di Figaro --> Conte Almaviva, Don Giovanni --> Don Giovanni, Die Zauberflöte --> Papageno, Zaide --> Allazim/Osmin
- Jaques Offenbach: Les Contes d’Hoffmann --> Lindorf, Coppelius, Mirakel, Dapertutto
- Giacomo Puccini: La Bohème --> Marcello/Schaunard, Madama Butterfly --> Sharpless, Turandot --> Ping
- Gioachino Rossini: Il turco in Italia --> Don Geronio, Il barbiere di Seviglia --> Figaro
- Salvatore Sciarrino: Luci mie traditrici --> Il Malaspina
- Franz Schreker: Der Schatzgräber --> Vogt
- Richard Strauss: Elektra --> Orest, Salome --> Johanaan, Arabella --> Mandryka, Der Rosenkavalier --> Herr von Faninal
- Johann Strauß II.: Die Fledermaus --> Eisenstein/Falke
- Karol Szymanowski: Król Roger --> Roger
- Pjotr Iljitsch Tschaikowski: Eugen Onegin --> Onegin
- Viktor Ullmann: Der Sturz des Antichrist --> Der Techniker
- Giuseppe Verdi: Un ballo in maschera --> Renato
- Richard Wagner: Lohengrin --> Heerrufer, Tannhäuser --> Wolfram/Biterolf, Parsifal --> Amfortas/Klingsor, Tristan und Isolde --> Kurwenal, Der fliegende Holländer --> Holländer, Das Rheingold --> Alberich/Donner, Siegfried --> Alberich, Götterdämmerung --> Gunther/Alberich
- Egon Wellesz: Die Bakchantinnen --> Dionysos
- Alexander von Zemlinsky: Der König Kandaules --> Gyges, Eine florentinische Tragödie --> Simone
- Bernd Alois Zimmermann: Die Soldaten --> Mary

### Konzert
- Johann Sebastian Bach: Johannes-Passion --> Arien/Jesus, Matthäus-Passion --> Arien/Jesus, H-Moll Messe --> Bass, Weihnachtsoratorium --> Bass, Magnificat --> Bass, Kantate Nr. 82 Ich habe genug --> Bass
- Carl Philipp Emanuel Bach: Magnificat --> Bass
- Ludwig van Beethoven: 9. Symphonie --> Bass, Messe C-Dur --> Bass, Missa solemnis --> Bass
- Johannes Brahms: Ein deutsches Requiem --> Bariton
- Benjamin Britten: War Requiem --> Bariton
- Antonin Dvorak: Stabat Mater --> Bass
- Edward Elgar: The Dream of Gerontius --> Priest/Angel of Agony
- Gabriel Fauré: Requiem --> Bariton
- Georg Friedrich Händel: Messiah --> Bass, Acis und Galatea --> Polyphem
- Joseph Haydn: Die Schöpfung --> Raphael/Adam, Die Jahreszeiten --> Simon
- Albert Lortzing: Die Himmelfahrt Jesu Christi --> Petrus/Johannes
- Felix Mendelssohn Bartholdy: Elias --> Elias, Paulus --> Paulus, Die erste Walpurgisnacht --> Bariton
- Wolfgang Amadeus Mozart: Requiem --> Bass
- Carl Orff: Carmina Burana --> Bariton
- Wolfgang Rihm: Deus Passus --> Bariton
- Gioachino Rossini: Petite Messe Solennelle --> Bass
- Franz Schubert: Messe in As-Dur --> Bass
- Robert Schumann: Der Rose Pilgerfahrt --> Bass, Des Sängers Fluch --> Harfner, Vom Pagen und der Königstochter --> Meermann
- Michael Tippett: A child of our time --> Bass
- Giuseppe Verdi: Messa da Requiem --> Bass
- Erich Zeisl: Requiem Ebraico --> Bariton

## Tonträger (Auswahl)
- Alban Berg: Wozzeck – (Zweiter Handwerksbursche), Dirigent Ingo Metzmacher, EMI
- Georg Friedrich Händel: Imeneo – (Imeneo), Dirigent Andreas Spering, Produktion: WDR, cpo 999 915-2
- Georg Friedrich Händel: Messiah, Dirigent: Jörg Breiding, Ars Musica AM 1359-2
- Albert Lortzing: Die Himmelfahrt Jesu Christi – (Petrus), Dirigent Helmuth Froschauer, Produktion: WDR, cpo 999 837-2
- Franz Schubert: Messe As-Dur, Dirigent Philippe Herreweghe, harmonia mundi France HMC 901786
- Johannes Brahms: Ein deutsches Requiem op. 45, Fassung für zwei Klaviere und Kesselpauken von Heinrich Poos, Produktion WDR 2007, NEOS 30803

## Auszeichnungen und Preise
- 1998: Dr.-Wilhelm-Oberdörffer-Preis von der Stiftung zur Förderung der Hamburgischen Staatsoper[1]
- 2004: Preis der Enno und Christa Springmann-Stiftung